# Jurf al-Nasr
Jurf al-Nasr es una pequeña ciudad de Irak, situada a unos 60 kilómetros al suroeste de Bagdad. Está cerca de Musayyib y aproximadamente a 80 kilómetros al este de Faluya. La ciudad era conocida anteriormente como Jurf al-Sakhar (en árabe: جرف الصخر). A principios de 2014, esta tenía unos 89.000 residentes, en su mayoría musulmanes sunitas de la tribu al-Janabi, campesinos que trabajan en la agricultura, los cuales ahora en su mayoría son refugiados en Faluya, Yusofiyya y Al Musayyib, y la población actual es de unas 15 000 personas.
Situada en la margen derecha del río Éufrates, abundan las palmeras y árboles frutales, así como cultivos extensivos como trigo y cebada, y el riego se realiza mediante aspersores de pivote en la zona desértica.

## Historia
En la década de 1990, la localidad albergó un gran complejo militar, incluida la instalación de Al Hakum, durante una época la fábrica de producción de armas biológicas más grande y sofisticada de Irak.
Durante el aumento de tropas de la guerra de Irak de 2007, fue una de las primeras ciudades bajo el programa de «ciudadanos preocupados», en el que se pagaba a la población local para proteger la ciudad mediante puestos de control a lo largo de sus carreteras, financiados con dinero suministrado por el ejército estadounidense. La afluencia de dinero provocó una disminución casi instantánea de la violencia en la zona. También fue escenario de algunos de los combates más encarnizados durante la guerra de Irak.

## Control y liberación del Estado  Islámico
En 2014, la localidad fue capturada por el Estado Islámico.
El 24 de octubre de 2014, las fuerzas del gobierno iraquí, las Fuerzas de Movilización Popular y voluntarios ayudados por ataques aéreos de la coalición lanzaron la Operación Ashura en la zona, liberando gran parte de la ciudad. Su recuperación fue motivada además por la necesidad de protegerla antes de la celebración religiosa de la ashura y por la proximidad de un santuario chií en Kerbala.
El 29 de octubre de 2014, la gobernación de Babilonia decidió cerrar las puertas de todos los antiguos habitantes de la ciudad durante ocho meses para retirar muchos artefactos explosivos improvisados y limpiar las casas de bombas que habían sido colocadas por Estado Islámico. Un miembro del consejo de gobierno de Babilonia declaró que el antiguo proyecto de construcción de una refinería en la zona —la refinería Jurf, abandonada después de la guerra de 2003— se reactivaría, junto con otros proyectos destinados a renovar varios edificios y calles.
El Consejo Provincial de Babilonia anunció que el nombre de Jurf al-Sakhar, que significa «banco rocoso», se cambiaría a Jurf al-Nasr, que significa «banco de la victoria», después del triunfo sobre Estado Islámico en la zona. Muchas de las fuerzas iraquíes que participaron en su recuperación también participaron en rituales musulmanes chiitas para conmemorar el martirio del imán Hussein, unos días después.